# Post Malone (Sam Feldt)
Post Malone is een nummer van de Nederlandse dj Sam Feldt uit 2019, ingezongen door de eveneens Nederlandse zangeres Rani. Het is de vierde single van Feldts tweede ep Magnets.
Zoals de titel al doet vermoeden, wordt in het nummer verwezen naar de Amerikaanse rapper Post Malone. Het nummer werd een internationale hit, tegen Feldts verwachtingen in. "Het was de bonustrack op mijn EP Magnets. Dus het was niet eens een single en er was ook geen budget om hem te promoten. In eerste instantie was er ook geen videoclip, dus ik had er eigenlijk helemaal niks van verwacht", aldus Feldt. Het nummer bereikte in de Nederlandse Top 40 de 5e positie. In Vlaanderen was het nummer minder succesvol met een 31e positie in de Tipparade.